# Tarja Turunen
Tarja Soile Susanna Turunen Cabuli, född 17 augusti 1977 i Kides, är en finsk sångerska som blev känd som vokalist i symphonic power metal-bandet Nightwish. Turunen är sopran.
Tarja Turunen har sålt över fem miljoner exemplar runt om i världen tillsammans med Nightwish och över en miljon som soloartist.
Turunen har blivit kallad "The Voice of Finland" av Finlands president Tarja Halonen.

## Biografi
Turunen började studera musik vid sex års ålder och flyttade till Helsingfors när hon var 18 år för att studera vid Sibelius-Akademin. Hon var med och grundade Nightwish 1996 då hennes klasskamrat Tuomas Holopainen erbjöd henne att vara med i hans nya musikprojekt. Det året deltog Turunen även i Nyslotts operafestival. Hon blev dock inte internationellt känd förrän Nightwishs andra album Oceanborn släpptes 1998.
Turunen sjöng solo i Waltaris rockbalett Evankeliumi från 1999 under flera föreställningar på Finska nationaloperan. Hon fortsatte att turnera och spela in album med Nightwish under 2000 och 2001, och efter det började hon studera vid Karlsruhes musikuniversitet. Medan hon var där spelade hon in sång till Nightwishs album Century Child som släpptes 2002, och även för Beto Vázquez Infinity.
2002 turnerade Turunen i Sydamerika, då hon framförde den klassiska Liedkonserten Noche Escandinava inför utsålda lokaler. Efter denna turné och Century Child-turnén tog Nightwish en paus och Turunen återvände till Karlsruhe.
Finlands president Tarja Halonen och hennes make bjöd in Turunen till slottsbalen i Helsingfors i december 2003, i samband med finska självständighetsdagen. Efter festen utsåg den finska tv-kanalen Yle henne till den bäst klädda kvinnan.
Efter pausen återvände Turunen till Nightwish och gjorde albumet Once, och turnerade under 2004 och 2005, och gjorde en ny Noche Escandinava-turné under våren 2004. Till julen 2004 släppte hon singeln Yhden Enkelin Unelma, som sålde guld i Finland. Under våren 2005 förberedde hon ett samarbete med Martin Kesici, vilket resulterade i en duett vid namn Leaving You for Me.
I december 2004 meddelade Turunen bandmedlemmarna att hon ville lämna bandet efter ett album till (planerat för 2006/2007) och den efterföljande turnén. Enligt Turunens man hade hon gått med på att släppa sin första soloskiva efter det nya studioalbumet från Nightwish. Efter den sista konserten av Once Upon a Tour den 21 oktober 2005, gav Holopainen Tarja ett brev som även undertecknats av de andra bandmedlemmarna. I brevet meddelades hon om att bandet inte ville jobba med henne längre. Brevet publicerades samtidigt på bandets webbplats. I brevet kritiserades Turunen även för att alltför ofta ha hoppat över repetitionerna och ha betett sig som en diva.

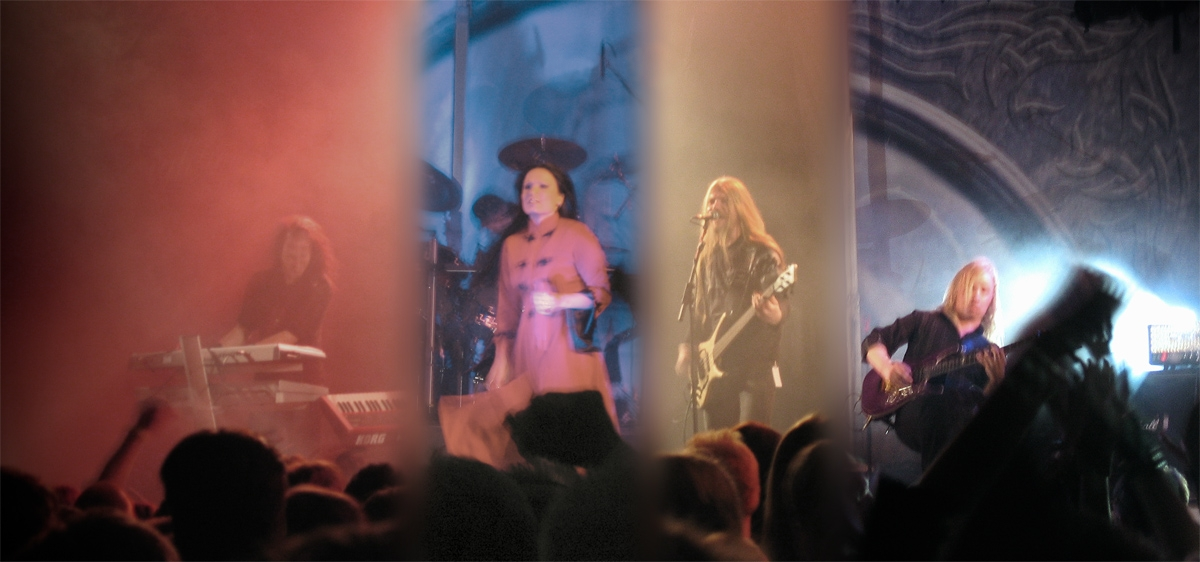
Turunen är mest känd för sin tid i symphonic power metal-bandet Nightwish. Hon är andra från vänster.

Den 21 oktober 2005 ombads Turunen lämna Nightwish i ett öppet brev från de andra Nightwishmedlemmarna , där hon anklagades för en ändrad attityd till bandet och ökat ekonomiskt intresse. Hon svarade med ett annat öppet brev, som publicerades på hennes egen webbplats både på finska och engelska. Senare, i oktober 2007, sa Turunen i en intervju att hon var jättestolt över sin karriär i Nightwish, och att bandmedlemmarna var extremt talangfulla och hon önskade det bästa för Nightwish.
I december 2005 deltog hon i flera julkonserter i Finland, Tyskland, Spanien och Rumänien. 2006 spelade hon in en sång på sin brors Timo Turunens debutalbum och gav ut en julskiva. Hon deltog även i operafestivalen i Nyslott. Tarja Turunen har bandat ett soloalbum som hon gav ut i november 2007 med namnet My Winter Storm. Turunen har spelat in tre låtar till den finska julskivan Maailman Kauneimmat Joululaulut som gavs ut av Universal Music Finland den 18 november 2009.
Efter att My Winter Storm släppts började Turunen planera för sitt andra soloalbum, och titeln What Lies Beneath kom upp i huvudet på henne. Efter detta blev hon inspirerad att skriva låtar om vad människor gömmer inom sig och deras dåliga sidor. Två år efter slit med skrivande och inspelning vokalt och instrumentalt så var albumet klart och släpptes den 16 augusti 2010 av Spinefarm & den 20 augusti 2010 av Universal Music.
I slutet av november 2012 bekräftade Tarja att hon tillsammans med sin make Marcelo Cabuli äntligen blivit föräldrar till Naomi Erica Alexia som föddes i slutet av juli samma år. Tarja lät sin graviditet vara hemlig fram tills då hon postade en bild tillsammans med sitt barn på sin officiella Facebooksida, trots detta har det spekulerats vilt om en eventuell graviditet bland hennes fans. Tarja var gravid under inspelningen av sin första live-dvd/cd Act 1 och i konvolutet kan man läsa Tarjas dedikation till sin dotter  "Since you were a big part of it. This is for you. My new love.".
Den 30 augusti 2013 släppte Tarja sitt tredje studioalbum Colours In The Dark på earMUSIC, på vilket Anders Wollbeck och Mattias Lindblom återigen har bidragit med låtmaterial, liksom Johnny Lee Andrews och Peter Gabriel.
Under 2017 deltog hon på den traditionella finska julkonserten Raskasta Joulua där hon bland annat återförenades med Marko Hietala, hennes tidigare kollega från Nightwish. I en intervju säger hon att det var superkul att träffa Marko, då de inte pratat sedan End of an Era 2005. Hon var också glad att de träffades som vanliga musiker som ska sjunga och leverera musik som inte är Nightwish-relaterat samt att de kunde ha ett vanligt samtal med varandra.
Under 2023 så uppträdde Turunen åter igen med Hietala vid två olika konserter, där Hietala (tillsammans med Turunens band) de båda gångerna framförde "The Phantom of the Opera"- klassikern från End of an Era.

## Diskografi

### Solokarriär
Album
- Henkäys Ikuisuudesta (2006)
- My Winter Storm (2007)
- What Lies Beneath (2010)
- Colours in the Dark (2013)
- Ave Maria - En Plein Air (2015)
- The Shadow Self (2016)
- From Spirits and Ghosts (2017)
- In the Raw (2019)
- Dark Christmas (2023)

Singlar
- You Would Have Loved This (2006)
- I Walk Alone (2007)
- Die Alive (2008)
- Enough (2009)
- Falling Awake (2010)
- Until My Last Breath (2010)
- I Feel Immortal (2010)
- Underneath (2011)
- Into the Sun (2012)
- Victim of Ritual (2013)

EP
- Yhden Enkelin Unelma/One Angel's Dream (2004)
- The Seer (2008)

Live Inspelningar
- Henkäys Ikuisuudesta – Lahti (2006) (Nedladdningsbar)
- Warming Up Concert – Kuusankoski (2007) (Nedladdningsbar)
- Live at Metal Female Voices Fest (2009) (Inte släppt ännu)
- Henkaays Ikuisuudesta (2009) (Inte släppt ännu)
- Live at Miskolc Opera Festival (2010) (Inte släppt ännu)
- Live at Masters of Rock (2010) (Inte släppt ännu)

DVD/Live CD
- Act 1 (2012)

### Nightwish
Album
- Angels Fall First (1997)
- Oceanborn (1998)
- Wishmaster (2000)
- Century Child (2002)
- Once (2004)

Singlar
- The Carpenter (1997)
- Passion and the Opera (1998)
- Sacrament of Wilderness (1998)
- Walking in the Air (1999)
- Sleeping Sun (1999)
- Deep Silent Complete (2000)
- Over the Hills and Far Away (2001)
- Ever Dream (2002)
- Bless the Child (2002)
- Nemo (2004)
- Wish I Had an Angel (2004)
- Kuolema Tekee Taiteilijan (2004)
- The Siren (2005)
- Sleeping Sun (2005)

EP
- Over The Hills and Far Away (2001)

Live-inspelningar
- From Wishes to Eternity (2001)
- End of an Era (2005)

Dvd och vhs
- From Wishes to Eternity (2001)
- End of Innocence (2003)
- End of an Era (2005)

### Projekt och samarbeten
Album
- Romeo Ja Julia - Savonlinnan Taidelukion (1995)
- Perinteinen Pop-Levy - Anssi Tikamäen Yhtye (2001)
- Infinity - Beto Vazquez (2001)
- A Finnish Evening From Buenos Aires, Argentina - Noche Escandinava (2005)
- Tag Und Nacht - Schiller (2005)
- So What...!? eMKay II - Martin Kesici (2005)
- Into the Light - Nuclear Blast 20th Anniversary (2007)
- Desire - Schiller (2008)
- Fear no Evil - Doro Pesch (2009)
- Maailman Kauneimmat Joululaulut (2009)
- Sting in the Tail - The Scorpions (2010)

Singlar
- Battle of Valmourt - Beto Vazquez (2001)
- Wizard - Beto Vazquez (2002)
- Leaving You For Me (2005)
- Maailman Kauneimmat Joululaulut (2009)
- The Good Die Young (2010)
- Never Too Far - Mike Oldfield (2013)

Live CD/DVD/Singel
- Tarja Turunen & Harus - Walking in the Air (2011)
- Tarja Turunen & Harus - In Concert - Live at Sibelius Hall (2011)